# Silnice II/484
Silnice II/484 je silnice II. třídy v Moravskoslezském kraji v okrese Frýdek-Místek spojující silnici I/56 a státní hranici se Slovenskem. Délka silnice je 5,558 km.

## Průběh
Silnice začíná na křižovatce s I/56 severovýchodně od obce Bílá, vede na východ až jihovýchod a končí v osadě Konečná na státní hranici se Slovenskem. Odsud pokračuje jako slovenská silnice II/484 přes Klokočov do Turzovky.

## Historie
Do roku 1997, kdy proběhlo celorepublikové přečíslování a revize kategorizace silnic pokračovala silnice II/484 z Bílé přes Ostravici, Frýdlant nad Ostravicí až do Frýdku-Místku. Tento úsek o délce 29 km však byl tehdy povýšen na silnici první třídy a stal se součástí dnešní silnice I/56.